# Euryptila subcinnamomea
La camaróptera canela (Euryptila subcinnamonea) es una especie de ave paseriforme de la familia Cisticolidae propia de África austral. Es la única especie del género Euryptila.

## Distribución y hábitat
Se encuentra en Sudáfrica y Namibia. Su hábitat natural son las zonas de arbustos secos tropicales.